# Ernst Mielck
Ernst Leopold Christian Mielck (* 24. Oktober 1877 in Wyborg, finnisch Viipuri; † 22. Oktober 1899 in Locarno) war ein finnischer Komponist und Pianist.

## Leben
Mielck entstammte einer ursprünglich Lübecker Kaufmannsfamilie, die seit drei Generationen in Wiborg ansässig war. Er war der Sohn des Kaufmanns Theodor Wilhelm Mielck (1854–1914) und seiner finnlandschwedischen Frau Angelica Irene, geb. Fabritius (1857–1925). Das Elternhaus war stark kulturell und musikalisch ausgerichtet, so dass der von Anfang an schwächliche und kränkliche Sohn Ernst (erst) mit 10 Jahren auch den ersten Klavierunterricht bei Albert Tietze erhielt. 1891 wurde er zur weiteren musikalischen Ausbildung nach Berlin an das Stern’sche Konservatorium gesandt. Hier war er Schüler von Heinrich Ehrlich und Robert Radecke. Er blieb mit Unterbrechungen bis 1898 in Berlin; 1893 wurde er Privatschüler von Max Bruch, der sich höchst lobend über ihn äußerte.
1894 debütierte Mielck als Pianist in Wyborg mit dem Klavierkonzert in g-Moll von Felix Mendelssohn Bartholdy, 1897 konzertierte er auch in Helsinki, wo auch seine Sinfonie in f-Moll, sein bedeutendstes Werk, aufgeführt wurde. Seine Werke sind alle innerhalb von nur vier Jahren entstanden. Sein früher Tod mit 22 Jahren – er starb an Tuberkulose in Locarno am Lago Maggiore – machte alle Hoffnungen, hier werde sich ein Komponist von Bedeutung (als Gegenpol zu Jean Sibelius) entwickeln, zunichte.
Musikalisch knüpft Mielck in seiner Sinfonie an die großen Komponisten Beethoven, Brahms, Schumann und Mendelssohn an. Unüberhörbar ist aber auch der Einfluss der Tonsprache seines Lehrers Max Bruch.

## Werke
- Sinfonie f-Moll op. 4 Märchensinfonie (1896/97)
- Macbeth, Ouvertüre op. 2 (1895/96)
- Dramatische Ouvertüre op. 6 (1898)
- Konzertstück für Violine und Orchester D-Dur op. 8 (1898)
- Konzertstück für Klavier und Orchester e-Moll op. 9 (1898)
- Finnische Suite für Orchester d-Moll op. 10 (1899)
- Altböhmisches Weihnachtslied, Kantate für gemischten Chor und Orchester op. 5, Leipzig: Hofmeister 1897

Partitur Digitalisat, Stadtbibliothek Lübeck
Klavierauszug Digitalisat, Stadtbibliothek Lübeck
- Altgermanisches Julfest (Gedicht von Hermann Allmers), Kantate für Bariton-Solo und Männerchor mit Begleitung des Orchesters oder Pianoforte op. 7, Leipzig: Hofmeister 1898

Partitur Digitalisat, Stadtbibliothek Lübeck
Klavierauszug Digitalisat, Stadtbibliothek Lübeck
- Streichquartett g-Moll op. 1 (1895)
- Streichquintett F-Dur op. 3 (1897)
- Drei Fantasiestücke über finnische Polkamotive für Klavier (1895)
- Lieder
- weitere Klavierwerke